# 大井警察署
大井警察署（おおいけいさつしょ）は、警視庁が管轄する警察署の一つである。
警視庁第二方面に属し、品川区の東南部を管轄している。管内には警視庁第六機動隊本部がある。
署員数およそ220名、識別章所属表示はNB。

## 所在地
- 東京都品川区大井五丁目10番2号
  - 最寄駅：JR京浜東北線・東急大井町線大井町駅およびJR横須賀線西大井駅

## 施設
- 代用監獄（留置場）

## 管轄区域
- 東大井一・二・三・四・五・六丁目（全域）
- 南大井一・二・三・四・五・六丁目（全域）
- 勝島一・二・三丁目（全域）
- 八潮四・五丁目（一・二・三丁目は東京湾岸警察署の管轄）
- 大井一丁目、二丁目（1番の一部を除く）、三・四・五・六・七丁目（二丁目1番の一部は荏原警察署の管轄）
- 西大井一・二・三・四・五丁目、六丁目（1番を除く。六丁目1番は荏原警察署の管轄）
- 二葉一丁目（21番・22番の各一部。それ以外の地域は荏原警察署の管轄）

## 沿革
- 1875年（明治8年）12月：品川警察署開設。
- 1928年（昭和3年）9月1日：大井警察署開設。品川警察署からの分離開設。
- 1985年（昭和60年）12月9日：現庁舎完成。
- 2008年（平成20年）3月31日：東京水上警察署の廃止に伴い、所轄の一部編入と八潮団地交番が移管される。

## 組織
- 警務課
- 交通課
- 警備課
- 地域課
- 刑事組織犯罪対策課
- 生活安全課

## 交番
- 大井町駅前交番（品川区大井一丁目2番1号）
- 立会川交番（品川区南大井一丁目12番10号）
- 南大井交番（品川区南大井三丁目17番1号）
- 鹿島神社前交番（品川区大井七丁目4番16号）
- 西大井駅前交番（品川区西大井一丁目3番1号）
- 八潮団地交番（品川区八潮五丁目5番5号）

駐在所はなし。

## 地域安全センター
- 西大井地域安全センター（品川区西大井四丁目5番16号）※2007年（平成19年）3月に西大井交番から変更。

## 主な未解決事件
- 大森勧銀事件 - 容疑者を起訴したものの裁判で無罪となり時効成立
- 東大井五丁目貴金属店店主強盗殺人事件[1]